# Soroțke, Terebovlea
Soroțke (în ucraineană Сороцьке) este o comună în raionul Terebovlea, regiunea Ternopil, Ucraina, formată numai din satul de reședință.

## Demografie
Componența lingvistică a comunei Soroțke
     Ucraineană (100%)
Conform recensământului din 2001, toată populația comunei Soroțke era vorbitoare de ucraineană (100%).